# Syzeuctus turcator
Syzeuctus turcator är en stekelart som beskrevs av Aubert 1984. Syzeuctus turcator ingår i släktet Syzeuctus och familjen brokparasitsteklar. Inga underarter finns listade i Catalogue of Life.